# Ribautiana tenerrima
Ribautiana tenerrima är en insektsart som först beskrevs av Gottlieb August Herrich-Schäffer 1834.  Ribautiana tenerrima ingår i släktet Ribautiana och familjen dvärgstritar. Arten är reproducerande i Sverige. Inga underarter finns listade i Catalogue of Life.